# Sønderhald
Sønderhald é um município da Dinamarca, localizado na região central, no condado de Arhus.
O município tem uma área de 138 km² e uma população de 8 503 habitantes, segundo o censo de 2005.